# Животворящ източник (Тухол)
„Животворящ източник“ (на гръцки: Ζωοδόχου Πηγής) е православна църква, разположена в село Тухол, днес Певкос, дем Нестрам, Гърция. Храмът е част от Костурската епархия.

## История
В района на запад от Тухол е съществувал византийски манастир, посветен на Света Богородица Животворящ източник. През XVII и XVIII век заедно със съседния „Свети Захарий“ са манастири на голямото и проспериращо село Линотопи. На мястото се заселват албанци мюсюлмани скотовъдци, които създават малкото селище Чаир. При първото гръцко преброяване в 1913 година то има 25 жители. В същата година е унищожено от гръцката войска. Жителите на Тухол изграждат на мястото църква, която и до днес се нарича манастир.